# Василіск (візантійський імператор)

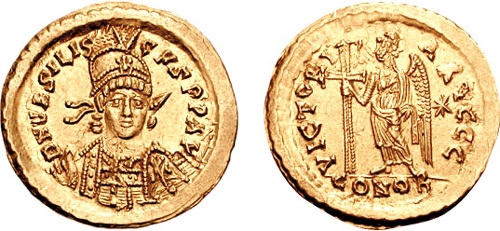
Зображення Василіска на візантійській монеті

Василіск (лат. Flavius Basiliscus Augustus, дав.-гр. Βασιλίσκος) — візантійський імператор, брат імператриці Верини, дружини візантійського імператора Лева I.
У 475 р. відібрав імператорську владу у Зенона Главриянина, який втік, прихопивши з собою скарбницю імперії. Водночас для зміцнення влади оголосив свого сина Марка співімператором.
Василіск був змушений підняти податки та повернутися до непопулярної в народі практики продажу державних посад. Крім того, Василіск настроїв проти себе багатьох придворних, включаючи саму Верину, яка на думку багатьох істориків, намагалася звести на трон свого коханця (незабаром страченого Василіском після державного перевороту). Все це призвело до швидкого падіння влади імператора.
За часів Василіска, християнська віра була вражена єрессю монофізитів, що боролись проти халкедонян. Халкідонський собор, що був скликаний імператором Маркіяном 451 р, засудив монофізитів. За це виступали, як папи на Заході, так і багато єпископів на Сході. Однак, монофізити мали велику підтримку на сході.
Василіск виступив за урегулювання конфлікту, 9 квітня 475 р. видав циркулярний лист (Enkyklikon). Енкікліон вийшов за підтримки Тимофія Елури, в ньому визналось два Ефеських собори, але відкидались, як єресь Євтихія, так і «нове віровчення» Халкідонського собору. Більшість єпископів (понад 500) підписали акт.
Хоча більшість східних єпископів погодились з листом, Акакій Константинопольський відмовився, й почав підбурювати населення на бунт. Василіск був позбавлений влади після двадцяти місяців царювання, коли Зенон шляхом інтриг та навіть не вдаючись до кровопролиття зміг знову зайняти престол (476). Василіск разом з його сімейством був ув'язнений в одну з фортець Каппадокії, де їх всіх заморили голодом.
Під час його царювання, внаслідок підпалу, згоріла публічна бібліотека в Константинополі, яка налічувала понад 120 000 рукописів.